# Pont doré
Pour le pont de Stockholm, voir Pont doré (Stockholm).
Le pont d'or (en vietnamien : Cầu Vàng) est un pont piétonnier long de 150 mètres, construit dans les collines Bà Nà (en), situé à 1400 m d'altitude près de Da Nang au Viêt Nam.
Ce pont a été conçu uniquement pour servir d'attraction touristique et comme point de vue sur les collines boisées du centre du pays. Le pont forme une boucle, et semble être soutenu par deux immenses mains en béton.
Il a été conçu par l’entreprise d’architecture vietnamienne TA LANDSCAPE ARCHITECTURE, en collaboration avec le cabinet d’architecture britannique WSP connue pour ses projets qui intègrent l’architecture à la nature environnante. Ils ont reçu de nombreux prix pour leurs designs innovants, y compris des projets de paysage, de planification urbaine et d’architecture.
En termes de construction, le pont a été construit en utilisant une base en acier, avec des piliers en béton pour supporter le poids de la structure. Les mains géantes ont été moulées en béton et recouvertes d’une couche de résine dorée et de fibre de verre pour donner l’effet de métal précieux. Le pont est conçu pour être intégré dans son environnement naturel, avec une forme en courbe qui suit le contour des montagnes environnantes 
Remarquable pour son architecture unique, le Cầu Vàng représente une passerelle entre le ciel et la terre, reliant les montagnes et les gens. Les deux mains géantes sont censées représenter la main de Dieu qui soutient et guide les visiteurs tout au long de leur voyage sur le pont.
Le pont Cầu Vàng est un pont piéton. Il permet aux visiteurs de se promener en hauteur tout en admirant le paysage naturel des montagnes de Bà Nà Hills, au Vietnam. Il est aussi utilisé comme une attraction touristique
Il a été inauguré et ouvert au public en juin 2018.
Cet immense projet a couté près d’ 1,7 milliard d’ euros.